# Улица Фаворского (Павлово)
Улица Фаворского — главная улица микрорайона Ждановский (посёлок автобусостроителей) в городе Павлово-на-Оке. Расположена на возвышенной ровной местности в северной части города. Длина — порядка 1,5 километра. Одна из важнейших улиц Павлова.

## История улицы
Первоначальное название — Маслёнка. До начала строительства многоквартирных домов в 60—70 годах XX века застроено было только начало улицы. Далее до самого «ПАЗа» простирались сады и картофельные поля.

## Архитектурный облик
В начале улицы (до пересечения с улицей Шутова) преобладает деревянная одноэтажная застройка частного сектора. Далее — комплекс кирпичных и панельных пятиэтажных зданий 1970-х годов постройки. Часть их была сдана к столетию В. И. Ленина в 1970 году (например, дом № 69 с магазином «Мебель»). Угол улиц Фаворского и Шутова занимает сквер имени А. Е. Фаворского — академика, химика, уроженца Павлова. В центре сквера находится памятник учёному.
Далее находится дом-«вставка» — соединённые под углом две панельные пятиэтажки и кирпичное общежитие.
Среднюю часть улицы занимают четыре девятиэтажки 1980-х годов постройки, в одной из которых расположена центральная районная библиотека имени В. Г. Короленко, зернохранилище и пятиэтажный дом «Берёзка» (по первоначальному названию продовольственного магазина, располагающегося в нём).
Завершают ансамбль улицы павловская автостанция, ж/д. станция «Металлист» (деревянное здание 1920-х годов постройки), краснокирпичные пятиэтажные жилые дома и здание бывшей бани. Улица заканчивается на развилке у корпуса инструментального цеха Павловского автобусного завода.

## Озеленение
Улица Фаворского — одна из самых озеленённых улиц Павлова. Вдоль тротуаров высажены аллеи (преимущественно из тополя). Имеются также посадки липы, берёзы. Берёза преобладает и в сквере имени Фаворского. Наименее обустроена начальная часть улицы. Здесь почти отсутствует озеленение, нет тротуаров.

## Транспортная инфраструктура
Улица Фаворского — одна из главных транспортных магистралей Павлова. Здесь проходят маршруты городских автобусов № 1, 6, 8, 9, 12, 115, 128, 130, 131, направляющихся из центра города в сторону Пионерской улицы и Северного микрорайона. Здесь также начинаются и завершаются междугородние и сельские маршруты с Павловской автостанции.